# Александар Коларов
Алекса́ндар Кола́ров (серб. Aleksandar Kolarov/Александар Коларов, нар. 10 листопада 1985, Белград) — сербський футболіст, що грав на позиціях лівого і центрального захисника, зокрема за «Манчестер Сіті», декілька італійських команд та національну збірну Сербії. Надалі — футбольний тренер.

## Клубна кар'єра
У дорослому футболі дебютував 2004 року виступами за команду клубу «Чукарички», в якій провів один сезон, взявши участь у 27 матчах чемпіонату. Більшість часу, проведеного у складі «Чукаричок», був основним гравцем захисту команди.
Своєю грою за цю команду привернув увагу представників тренерського штабу клубу ОФК (Белград), до складу якого приєднався 2005 року. Відіграв за белградську команду наступні два сезони своєї ігрової кар'єри.
2007 року уклав контракт з клубом «Лаціо», у складі якого провів наступні три роки своєї кар'єри гравця. Граючи у складі «Лаціо» також здебільшого виходив на поле в основному складі команди. За цей час виборов титул володаря Кубка Італії, ставав володарем Суперкубка Італії з футболу.
До складу англійського «Манчестер Сіті» приєднався 2010 року. Провів у складі «Мансіті» сім сезонів, здебільшого був основним лівим захисником команди, відіграв за неї у 247 матчах, включаючи 165 ігор Прем'єр-ліги.
Влітку 2017 року за 5 мільйонів євро перейшов до італійської «Роми», з якою уклав трирічний контракт. Протягом усіх трьох років був стабільним гравцем основного складу «вовків», досить регулярно, як для флангового захисника, відзначаючись забитими голами. Зокрема 29 вересня 2018 року відзначився голом у ворота своєї колишньої команди, «Лаціо», ставши таким чином лише другим гравцем в історії, що забивав за обидві команди в рамках Римського дербі.
7 січня 2020 року подовжив свій контракт з «Ромою», проте вже на початку вересня того ж року досвідчений захисник за 1,5 мільйона євро перейшов до «Інтернаціонале», з яким уклав однорічний контракт з опцією подовження на ще один рік. У складі «Інтера» став резервним захисником, проте клуб скористався можливістю подовження контракту досвідченого оборонця і той захищав його кольори до червня 2022 року, коли оголосив про завершення ігрової кар'єри.
| Дата       | Місто                   | Господарі          | Результат  | Гості              | Турнір                               | Голи | Примітки      |
| ---------- | ----------------------- | ------------------ | ---------- | ------------------ | ------------------------------------ | ---- | ------------- |
| 28-5-2008  | Бурггаузен (Альтеттінг) | Росія              | 2 – 1      | Сербія             | товариський матч                     | -    |               |
| 19-11-2008 | Белград                 | Сербія             | 6 – 1      | Болгарія           | товариський матч                     | -    |               |
| 10-2-2009  | Ларнака                 | Кіпр               | 0 – 2      | Сербія             | товариський матч                     | -    | 67'           |
| 11-2-2009  | Нікосія                 | Сербія             | 0 – 1      | Україна            | товариський матч                     | -    | 75'           |
| 1-4-2009   | Белград                 | Сербія             | 2 – 0      | Швеція             | товариський матч                     | -    | 66'           |
| 10-6-2009  | Торсгавн                | Фарерські острови  | 0 – 2      | Сербія             | Відбір до ЧС 2010                    | -    |               |
| 10-10-2009 | Белград                 | Сербія             | 5 – 0      | Румунія            | Відбір до ЧС 2010                    | -    |               |
| 14-11-2009 | Белфаст                 | Північна Ірландія  | 0 – 1      | Сербія             | товариський матч                     | -    | 67'           |
| 18-11-2009 | Лондон                  | Південна Корея     | 0 – 1      | Сербія             | товариський матч                     | -    | 72'           |
| 3-3-2010   | Алжир (місто)           | Алжир              | 0 – 3      | Сербія             | товариський матч                     | -    | 45'           |
| 29-5-2010  | Клагенфурт-ам-Вертерзеє | Сербія             | 0 – 1      | Нова Зеландія      | товариський матч                     | -    | 20'           |
| 2-6-2010   | Куфштайн                | Польща             | 0 – 0      | Сербія             | товариський матч                     | -    |               |
| 5-6-2010   | Белград                 | Сербія             | 4 – 3      | Камерун            | товариський матч                     | -    | 46'           |
| 13-6-2010  | Преторія                | Сербія             | 0 – 1      | Гана               | ЧС 2010 - 1-й етап                   | -    |               |
| 18-6-2010  | Порт-Елізабет           | Німеччина          | 0 – 1      | Сербія             | ЧС 2010 - 1-й етап                   | -    | 19'           |
| 11-8-2010  | Белград                 | Сербія             | 0 – 1      | Греція             | товариський матч                     | -    | 46'           |
| 17-11-2010 | Софія (місто)           | Болгарія           | 0 – 1      | Сербія             | товариський матч                     | -    |               |
| 9-2-2011   | Тель-Авів-Яфо           | Ізраїль            | 0 – 2      | Сербія             | товариський матч                     | -    | 56', 77'      |
| 25-3-2011  | Белград                 | Сербія             | 2 – 1      | Північна Ірландія  | Відбір до ЧЄ 2012                    | -    |               |
| 29-3-2011  | Таллінн                 | Естонія            | 1 – 1      | Сербія             | Відбір до ЧЄ 2012                    | -    |               |
| 3-6-2011   | Сеул                    | Південна Корея     | 2 – 1      | Сербія             | товариський матч                     | -    | 45'           |
| 10-8-2011  | Москва                  | Росія              | 1 – 0      | Сербія             | товариський матч                     | -    |               |
| 2-9-2011   | Лурган                  | Північна Ірландія  | 0 – 1      | Сербія             | Відбір до ЧЄ 2012                    | -    |               |
| 6-9-2011   | Белград                 | Сербія             | 3 – 1      | Фарерські острови  | Відбір до ЧЄ 2012                    | -    |               |
| 7-10-2011  | Белград                 | Сербія             | 1 – 1      | Італія             | Відбір до ЧЄ 2012                    | -    |               |
| 11-10-2011 | Марибор                 | Словенія           | 1 – 0      | Сербія             | Відбір до ЧЄ 2012                    | -    |               |
| 11-11-2011 | Керетаро                | Мексика            | 2 – 0      | Сербія             | товариський матч                     | -    | 85'           |
| 28-2-2012  | Лімасол                 | Сербія             | 2 – 0      | Вірменія           | товариський матч                     | -    |               |
| 29-2-2012  | Нікосія                 | Кіпр               | 0 – 0      | Сербія             | товариський матч                     | -    | 90'           |
| 26-5-2012  | Санкт-Галлен            | Іспанія            | 2 – 0      | Сербія             | товариський матч                     | -    | 70'           |
| 31-5-2012  | Реймс                   | Франція            | 2 – 0      | Сербія             | товариський матч                     | -    | 60'           |
| 5-6-2012   | Стокгольм               | Швеція             | 2 – 1      | Сербія             | товариський матч                     | -    | 77'           |
| 15-8-2012  | Белград                 | Сербія             | 0 – 0      | Ірландія           | товариський матч                     | -    |               |
| 8-9-2012   | Глазго                  | Шотландія          | 0 – 0      | Сербія             | Відбір до ЧС 2014                    | -    |               |
| 11-9-2012  | Новий Сад               | Сербія             | 6 – 1      | Уельс              | Відбір до ЧС 2014                    | 1    |               |
| 12-10-2012 | Белград                 | Сербія             | 0 – 3      | Бельгія            | Відбір до ЧС 2014                    | -    | 48'           |
| 16-10-2012 | Скоп'є                  | Північна Македонія | 1 – 0      | Сербія             | Відбір до ЧС 2014                    | -    |               |
| 14-11-2012 | Санкт-Галлен            | Чилі               | 1 – 3      | Сербія             | товариський матч                     | -    | 45'           |
| 6-2-2013   | Нікосія                 | Кіпр               | 1 – 3      | Сербія             | товариський матч                     | -    |               |
| 22-3-2013  | Загреб                  | Хорватія           | 2 – 0      | Сербія             | Відбір до ЧС 2014                    | -    | 36'           |
| 7-6-2013   | Брюссель                | Бельгія            | 2 – 1      | Сербія             | Відбір до ЧС 2014                    | 1    |               |
| 6-9-2013   | Белград                 | Сербія             | 1 – 1      | Хорватія           | Відбір до ЧС 2014                    | -    |               |
| 10-9-2013  | Кардіфф                 | Уельс              | 0 – 3      | Сербія             | Відбір до ЧС 2014                    | 1    |               |
| 15-10-2013 | Ягодина                 | Сербія             | 5 – 1      | Північна Македонія | Відбір до ЧС 2014                    | 1    |               |
| 15-11-2013 | Дубай (місто)           | Росія              | 1 – 1      | Сербія             | товариський матч                     | -    |               |
| 5-3-2014   | Дублін                  | Ірландія           | 1 – 2      | Сербія             | товариський матч                     | -    |               |
| 26-5-2014  | Гаррісон                | Сербія             | 2 – 1      | Ямайка             | товариський матч                     | 1    |               |
| 31-5-2014  | Бріджв'ю                | Панама             | 1 – 1      | Сербія             | товариський матч                     | -    |               |
| 6-6-2014   | Сан-Паулу               | Бразилія           | 1 – 0      | Сербія             | товариський матч                     | -    |               |
| 7-9-2014   | Белград                 | Сербія             | 1 – 1      | Франція            | товариський матч                     | 1    |               |
| 11-10-2014 | Єреван                  | Вірменія           | 1 – 1      | Сербія             | Відбір до ЧЄ 2016                    | -    |               |
| 14-10-2014 | Белград                 | Сербія             | 0 – 3      | Албанія            | Відбір до ЧЄ 2016                    | -    |               |
| 29-3-2015  | Лісабон                 | Португалія         | 2 – 1      | Сербія             | Відбір до ЧЄ 2016                    | -    | 47'           |
| 7-6-2015   | Санкт-Пельтен           | Сербія             | 4 – 1      | Азербайджан        | товариський матч                     | -    |               |
| 13-6-2015  | Копенгаген              | Данія              | 2 – 0      | Сербія             | Відбір до ЧЄ 2016                    | -    | 63'           |
| 4-9-2015   | Новий Сад               | Сербія             | 2 – 0      | Вірменія           | Відбір до ЧЄ 2016                    | -    |               |
| 8-10-2015  | Ельбасан                | Албанія            | 0 – 2      | Сербія             | Відбір до ЧЄ 2016                    | 1    |               |
| 11-10-2015 | Белград                 | Сербія             | 1 – 2      | Португалія         | Відбір до ЧЄ 2016                    | -    | 77', 79'      |
| 13-11-2015 | Острава                 | Чехія              | 4 – 1      | Сербія             | товариський матч                     | -    |               |
| 23-3-2016  | Познань                 | Польща             | 1 – 0      | Сербія             | товариський матч                     | -    |               |
| 29-3-2016  | Таллінн                 | Естонія            | 0 – 1      | Сербія             | товариський матч                     | 1    |               |
| 25-5-2016  | Ужице                   | Сербія             | 2 – 1      | Кіпр               | товариський матч                     | -    | 46'           |
| 31-5-2016  | Новий Сад               | Сербія             | 3 – 1      | Ізраїль            | товариський матч                     | -    |               |
| 5-6-2016   | Монако                  | Сербія             | 1 – 1      | Росія              | товариський матч                     | -    | 46'           |
| 6-10-2016  | Кишинів                 | Молдова            | 0 – 3      | Сербія             | Відбір до ЧС 2018                    | -    | 33'           |
| 9-10-2016  | Белград                 | Сербія             | 3 – 2      | Австрія            | Відбір до ЧС 2018                    | -    | 80'           |
| 24-3-2017  | Тбілісі                 | Грузія             | 1 – 3      | Сербія             | Відбір до ЧС 2018                    | -    |               |
| 11-6-2017  | Белград                 | Сербія             | 1 – 1      | Уельс              | Відбір до ЧС 2018                    | -    |               |
| 2-9-2017   | Белград                 | Сербія             | 3 – 0      | Молдова            | Відбір до ЧС 2018                    | 1    |               |
| 5-9-2017   | Дублін                  | Ірландія           | 0 – 1      | Сербія             | Відбір до ЧС 2018                    | 1    |               |
| 6-10-2017  | Відень                  | Австрія            | 3 – 2      | Сербія             | Відбір до ЧС 2018                    | -    |               |
| 9-10-2017  | Белград                 | Сербія             | 1 – 0      | Грузія             | Відбір до ЧС 2018                    | -    |               |
| 23-3-2018  | Турин                   | Сербія             | 1 – 2      | Марокко            | товариський матч                     | -    | кап. - 78'    |
| 27-3-2018  | Лондон                  | Нігерія            | 0 – 2      | Сербія             | товариський матч                     | -    | кап.          |
| 4-6-2018   | Грац                    | Сербія             | 0 – 1      | Чилі               | товариський матч                     | -    | кап. - 80'    |
| 9-6-2018   | Грац                    | Сербія             | 5 – 1      | Болівія            | товариський матч                     | -    | кап.          |
| 16-6-2018  | Самара                  | Коста-Рика         | 0 – 1      | Сербія             | ЧС 2018 - 1-й етап                   | 1    |               |
| 22-6-2018  | Калінінград             | Сербія             | 1 – 2      | Швейцарія          | ЧС 2018 - 1-й етап                   | -    | кап.          |
| 27-6-2018  | Москва                  | Сербія             | 0 – 2      | Бразилія           | ЧС 2018 - 1-й етап                   | -    | кап.          |
| 7-9-2018   | Вільнюс                 | Литва              | 0 – 1      | Сербія             | Ліга націй УЄФА 2018-2019 - 1-й етап | -    | 77'           |
| 10-9-2018  | Белград                 | Сербія             | 2 – 2      | Румунія            | Ліга націй УЄФА 2018-2019 - 1-й етап | -    | кап. 47'      |
| 17-11-2018 | Белград                 | Сербія             | 2 – 1      | Чорногорія         | Ліга націй УЄФА 2018-2019 - 1-й етап | -    | кап.          |
| 7-6-2019   | Львів                   | Україна            | 5 – 0      | Сербія             | Відбір до ЧЄ 2020                    | -    | кап.          |
| 10-6-2019  | Белград                 | Сербія             | 4 – 1      | Литва              | Відбір до ЧЄ 2020                    | -    | кап.          |
| 7-9-2019   | Белград                 | Сербія             | 2 – 4      | Португалія         | Відбір до ЧЄ 2020                    | -    | кап. 65'      |
| 10-9-2019  | Люксембург              | Люксембург         | 1 – 3      | Сербія             | Відбір до ЧЄ 2020                    | -    | кап. 53'      |
| 10-10-2019 | Крушеваць               | Сербія             | 1 – 0      | Парагвай           | товариський матч                     | -    | кап. 67'      |
| 14-10-2019 | Вільнюс                 | Литва              | 1 – 2      | Сербія             | Відбір до ЧЄ 2020                    | -    | кап.          |
| 14-11-2019 | Белград                 | Сербія             | 3 – 2      | Люксембург         | Відбір до ЧЄ 2020                    | -    | кап.          |
| 17-11-2019 | Белград                 | Сербія             | 2 – 2      | Україна            | Відбір до ЧЄ 2020                    | -    | кап. 84'      |
| 3-9-2020   | Москва                  | Росія              | 3 – 1      | Сербія             | Ліга націй УЄФА 2020-2021 - 1-й етап | -    | 64'           |
| 6-9-2020   | Белград                 | Сербія             | 0 – 0      | Туреччина          | Ліга націй УЄФА 2020-2021 - 1-й етап | -    | кап. 45', 49' |
| 8-10-2020  | Осло                    | Норвегія           | 1 – 2 д.ч. | Сербія             | Відбір до ЧЄ 2020                    | -    | кап.          |
| 14-10-2020 | Стамбул                 | Туреччина          | 2 – 2      | Сербія             | Ліга націй УЄФА 2020-2021 - 1-й етап | -    | кап. 77'      |
| Усього     |                         | Матчів (4 місце)   | 94         |                    | Голів                                | 11   |               |

## Досягнення

### Командні
- Володар Кубка Італії (2):

«Лаціо»: 2008-09
«Інтернаціонале»: 2021-22
- Володар Суперкубка Італії з футболу (2):

«Лаціо»: 2009
«Інтернаціонале»: 2021
- Чемпіон Англії (2):

«Манчестер Сіті»: 2011-12, 2013-14
- Володар Кубка Англії (1):

«Манчестер Сіті»: 2010-11
- Володар Кубка Ліги (2):

«Манчестер Сіті»: 2013-14, 2015-16
- Володар Суперкубка Англії з футболу (1):

«Манчестер Сіті»: 2012
- Чемпіон Італії (1):

«Інтернаціонале»: 2020-21

### Особисті
- Футболіст року в Сербії: 2011